# Pseudicius yunnanensis
Pseudicius yunnanensis là một loài nhện trong họ Salticidae.
Loài này thuộc chi Pseudicius. Pseudicius yunnanensis được Ehrenfried Schenkel-Haas miêu tả năm 1963.